# Pedro Manuel Gangoiti
Pedro Manuel Gangoiti (Bilbao, 1759-Madrid, 1830) fue un grabador español.

## Biografía
Nacido en Bilbao el 16 de febrero de 1759, se dedicó a varios estudios, en especial de filosofía e historia sagrada. Fue aficionado al dibujo, que ejercitó durante los años en que trabajó como bibliotecario en la casa del duque de San Carlos, donde habría recibido lecciones de grabado de un tal Asensio, grabador de cámara y amigo suyo. A partir de la edad de cuarenta años se pasó a dedicar en exclusiva al grabado, en especial de la letra, como lo acreditan algunas de las muestras de letra española de Torcuato Torio y otras de adorno del mismo. Se habría ocupado mucho en los vales reales y cartas hidrográficas. Padre de los también grabadores Nicolás de Gangoiti y Juan de Gangoiti, falleció en Madrid el 15 de agosto de 1830.